# Alternatywa Wyborcza Praca i Sprawiedliwość Społeczna
Alternatywa Wyborcza Praca i Sprawiedliwość Społeczna (niem. Wahlalternative Arbeit und Soziale Gerechtigkeit, WASG) – niemiecka lewicowa partia polityczna, utworzona w 2005 r. przez byłych członków koalicji SPD-Zieloni. Liczyła ok. 10 300 członków. Po raz pierwszy startowała w wyborach samorządowych w Północnej Nadrenii-Westfalii, gdzie pierwszoplanową postacią WASG był pastor Jürgen Klute.
Partia ta protestowała przeciwko „neoliberalnemu konsensusowi”, który jej zdaniem zawarli SPD oraz Zieloni z prawą częścią niemieckiej sceny politycznej. Największą wagę WASG przywiązywała do zaprzestania cięć w świadczeniach socjalnych i postulowała zwiększenie opodatkowania bogatych.

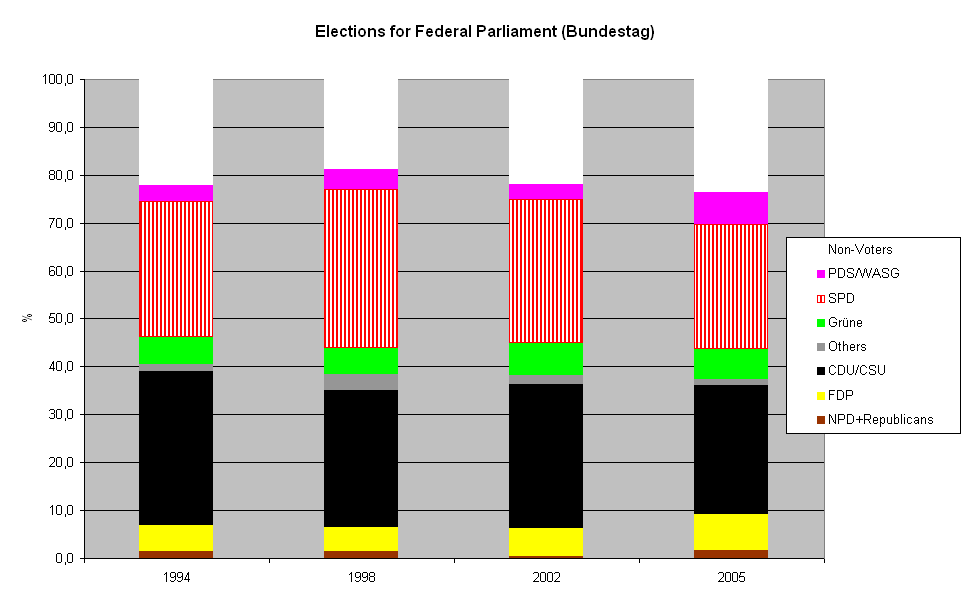
Wyniki wyborów federalnych

W czerwcu 2005 roku do partii dołączył Oskar Lafontaine (wcześniej znana osobistość lewego skrzydła SPD) i stał się sztandarową postacią WASG w Północnej Nadrenii-Westfalii. Doprowadził on do zawiązania przed wyborami we wrześniu 2005 koalicji z PDS, która zmieniła w tym czasie nazwę na Die Linkspartei. Sojuszowi temu udało się zdobyć 8,7% głosów, co dało 54 miejsca w Bundestagu. 16 czerwca 2007 obie partie zjednoczyły się ostatecznie pod nazwą Die Linke.

## Wyniki w wyborach
Wybory przeprowadzone do federalnego parlamentu Niemiec (Bundestagu):
| Rok wyborów | Głosy zdobyte w okręgach | Głosy zdobyte przez listę | % głosów zdobytych przez listę | Ilość miejsc zdobytych |
| ----------- | ------------------------ | ------------------------- | ------------------------------ | ---------------------- |
| 2005        | 3,764,168                | 4,118,194                 | 8.7 (#4)                       | 54/614                 |